# Nelson Hoffmann
Nelson Hoffmann (Roque Gonzales,  1939) é um escritor brasileiro.

## Biografia
Após um período de estudos superiores na capital estadual, em Porto Alegre, ele voltou a residir em sua terra natal onde permanece até o presente (2005).
Nelson Hoffmann é autor de várias obras literárias, dentre as quais Este Mundo É Pequeno, um compêndio de ensaios literários e sua obra mais recentemente publicada (2005); A Bofetada, Homem e o Bar, Onde Está Maria todos romances; entre outros, ele também escreveu pequenas grandes obras como Quando a Bola Faz a História, uma crônica sobre a história do futebol no município de Roque Gonzales, Dona Otília, um histórico detalhadíssimo da comunidade que leva o mesmo nome mas informalmente também é conhecida pelo nome Linha Quatro - berço da religião de confissão luterana (Igreja Luterana) e do idioma germânico Plattdeutsch (ou Plattdüütsch) no município de Roque Gonzales.
A obra Eu Vivo Só Ternuras de Nelson Hoffmann foi traduzida para a língua italiana pelo tradutor/escritor siciliano Marco Scalabrino com o título Io Vivo di Tenerezze.
Em 2006 a editora universitária EDIURI, de Santo Ângelo, Rio Grande do Sul, em conjunto com a Associação Culturarte Missões lançou o livro Terra de Nheçu de Nelson Hoffmann. Nheçu foi um líder indígena da região das Missiões que no século XVII teria comandado o assassinato dos três primeiros homens brancos a adentrar as terras hoje identificadas como o território rio-grandense. O autor explora, examina e levanta novas questões pertinentes a este importante momento histórico no Brasil meridional que, datado precisamente em 15 de agosto de 1628, serviu para martirizar três jesuitas—os padres Roque Gonzales, Julio de Castilhos e Afonso Rodrigues -- assim dando início a um longo processo de transformação da mitologia, dos idiomas e costumes dos milenares povos originais da terra (i.e. Guaranis, Kaingangues, Charruas, Minuanos, Carijós, etc.).